# マシンゴ州
マシンゴ州(マシンゴしゅう、Masvingo Province)は、ジンバブエの州。国土の南東部に位置し、東をマニカランド州、北をミッドランズ州、西を南マタベレランド州、南をモザンビークと接する。1980年まではヴィクトリア州と呼ばれていた。

## 歴史
1890年、この地方に最初の大規模な白人植民団がやってきた。植民団はフォート・ヴィクトリア（現マシンゴ）の街を建設し、大規模な農園を建設していった。それまでこの地方に住んでいたのはカランガ人、マニカ人、ゼルル人などといったショナ人のサブグループに属する諸民族で、その後も人口的には圧倒的多数を維持し続けた。白人大農園は21世紀初頭までは多かったが、その後はロバート・ムガベ政権の政策によって黒人自営農に占拠されつつある。

## 下位行政区画
マシンゴ州はマシンゴ、グツ、ビキタ、チヴィ、ザカ、チレジ、ムウェネジの7地方からなる。

## 住民
住民はショナ人が多数を占め、なかでもショナ人系のカランガ人が多い。南部のチレジ地方にはンゴニ人系のンデベレ人やシャンガーン人も住んでいる。

## 都市
州最大の都市は州都のマシンゴで、他にズビシャバネやトライアングル、チレジなどの都市がある。

## 地理
気候は乾燥しており農業にはやや不向きであるが、牧畜は盛んに行われており、また灌漑用のダムが作られサトウキビなどの栽培が行われている。州内にはサベ川、ルンデ川、ムウェネジ川、リンポポ川などの川が流れており、すべてインド洋へと注ぐ。A1高速道路が州都マシンゴと、南アフリカとの国境都市であるベイトブリッジとを結んでいる。

## 政治
政治的にはマシンゴ州はロバート・ムガベ大統領の与党ZANU-PFの牙城であり、2005年の選挙では州選出の14議席をすべてZANU-PFが独占した。

## 観光
州都マシンゴのほど近くには国名の由来となったグレート・ジンバブエ遺跡があり、訪れる観光客も多い。観光は農業に次いで州第2の産業となっている。